# Xi Serpentis
Désignations
Xi Serpentis (ξ Ser, ξ Serpentis) est une étoile triple de la constellation du Serpent. Sa magnitude apparente combinée est de +3,54. Le système est distant d'environ 105 années-lumière de la Terre.

## Propriétés
Le système comprend une première paire désignée Xi Serpentis A. Il s'agit d'une binaire spectroscopique à raies simples ayant une période orbitale de 2,29 jours et suivant une orbite circulaire. Son étoile principale, Xi Serpentis Aa, est une géante blanche de type spectral A9 III pSr. Cette notation complexe indique qu'il s'agit d'une étoile Ap qui montre une surabondance en strontium (Sr) dans son spectre.
La troisième étoile du système est une compagne visuelle de 13e magnitude, désignée Xi Serpentis B et située à 25 secondes d'arc de la paire centrale.

## Nom traditionnel
En chinois, Tiān Shì Zuǒ Yuán (天市左垣), signifiant mur gauche de l'enceinte du marché céleste, fait référence à un astérisme qui représente sept anciens états (et régions) de Chine et qui marque la bordure gauche de l'enceinte, constitué de ξ Serpentis, δ Herculis, λ Herculis, μ Herculis, ο Herculis, 112 Herculis, ζ Aquilae, η Serpentis, θ1 Serpentis, ν Ophiuchi et η Ophiuchi. Par conséquent, ξ Serpentis elle-même est appelée Tiān Shì Zuǒ Yuán shí (天市左垣十, la dixième étoile du mur gauche de l'enceinte du marché céleste), représentant la région de Nanhai (南海, signifiant littéralement mer du sud),.